# Phytosciara flexa
Phytosciara flexa är en tvåvingeart som beskrevs av Hans-Georg Rudzinski 1996. Phytosciara flexa ingår i släktet Phytosciara och familjen sorgmyggor.
Artens utbredningsområde är Slovakien. Inga underarter finns listade i Catalogue of Life.